# Усть-Пажье
Усть-Пажье — упразднённая деревня в Вытегорском районе Вологодской области.
Входит в состав Саминского сельского поселения, с точки зрения административно-территориального деления — в Саминский сельсовет.
Расстояние по автодороге до районного центра Вытегры — 37 км.
По данным переписи в 2002 году постоянного населения не было.
Упразднена в июле 2020 года.